# 圣布莱斯拉罗什
圣布莱斯拉罗什（法語：Saint-Blaise-la-Roche，法語發音：[sɛ̃ blɛz la ʁɔʃ]）是法国下莱茵省的一个市镇，属于莫尔塞姆区。

## 地理
圣布莱斯拉罗什（48°24'14"N, 7°9'42"E）面积2.39 平方千米，位于法国大東部大區下莱茵省，该省份为法国大陆部分最东部的省份，是阿尔萨斯的一部分，今与上莱茵省组成了阿尔萨斯欧洲集体，其南至上莱茵省，西南接孚日省和默尔特-摩泽尔省，西接摩泽尔省，北与德国接壤。
与圣布莱斯拉罗什接壤的市镇（或旧市镇、城区）包括：布朗什吕、科尔鲁瓦拉罗什、富代、普莱讷、索叙尔。

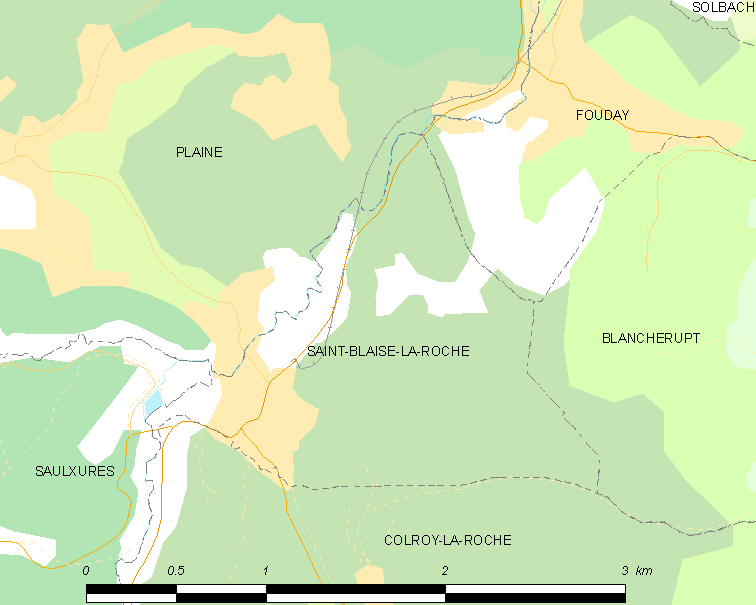
圣布莱斯拉罗什的OSM定位图

圣布莱斯拉罗什的时区为UTC+01:00、UTC+02:00（夏令时）。

## 行政
圣布莱斯拉罗什的邮政编码为67420，INSEE市镇编码为67424。

## 政治
圣布莱斯拉罗什所属的省级选区为米齐格县。

## 人口

1962-2008年间圣布莱斯拉罗什人口变化图示

圣布莱斯拉罗什于2022年1月1日时的人口数量为243人。